# Пиеро Анджела
Пиеро Доменико Анджела (на италиански: Piero Domenico Angela) e известен италиански научен популяризатор, журналист, телевизионен водещ и писател.
Започва кариерата си като радиорепортер, по-късно става кореспондент и впоследствие се утвърждава като водещ новинарската програма по Rai. Известен е преди всичко като създател и водещ на научни-популярни телевизионни предавания в англосаксонски стил, с които дава живот на документално течение на италианската телевизия, както и за своята научна журналистика, изразена и в множество нехудожествени публикации. Той получава официално признание за важната работа за доближаване на обществеността до света на културата и науката, извършена през по-голямата част от живота му.

## Биография
Пиеро Анджела пише, че на рационалност го е научил неговият баща, докторът антифашист Карло Анджела, награден с медала на Праведника на света. Според колегата му Джиджи Мардзуло „перфектният му самоконтрол и неговата спокойна сърдечност отразяват отчасти срамежливата му природа и отчасти са вписани в генетичния код на този пиемонтец, възпитан в рационалност и толерантност“. Самият Пиеро заявява, че е получил „много пиемонтско възпитание: много твърдо, с доста строги принципи, включително това винаги да се държи на една крачка назад, никога да не парадира“. От друга страна, позовавайки се на собственото си училищно образование, той пише:
| „ | Лично аз бях отегчен до смърт в училище и бях ужасен ученик. Всички, които участват в преподаването, трябва постоянно да помнят древното латинско мото „ludendo docere“, което означава „да преподаваш, забавлявайки... | “ |

Единственият учител, за когото има добър спомен, е свещеникът Дон Карло Угети, който между четвърти и пети клас провежда научни експерименти в клас:
| „ | Самият той донесе инструменти, за да обясни комуникиращите съдове, производството на водороден газ чрез електролиза или да ни покаже как работи батерията с производството на електричество. Неща, които със сигурност оставиха следа в мен. | “ |

Пиеро учи в класическите гимназии „Виторио Алфиери“ и „Масимо д'Адзельо“ в Торино и по-късно в Торинската политехника, като прекъсва обучението си преди да се дипломира, след като е нает в Rai.
Той е агностик. Жени се през 1955 г. в Торино за Маргерита Пасторе (1934 г.), от която има дъщеря Кристин (1958 г.) и син Алберто (1962 г.).

### Музика
На 7-годишна възраст започва да взема частни уроци по пиано, като по-късно проявява интерес към джаз музиката. На 20 години, през 1948 г., участва под името Питър Анджела в различни джем сешъни в торински джаз клубове.
През същата година е забелязан от импресариото Серджо Бернардини, който го кани да свири на откриването на Капанина във Виареджо. В началото на 1950-те г. той създава, заедно с барабаниста Франко Мондини, джаз трио, в което се редуват различни контрабасисти. Към триото често се присъединяват изтъкнати солисти като Нини Росо, Франко Пизано, Нунцио Ротондо и бившият тромпетист на Дюк Елингтън, Рекс Стюарт. Заедно с Мондини Пиеро по-късно е част от квартета Ротондо за известно време. Той също свири с китариста Франко Чери, с когото е приятел. Междувременно е нает в държавната телевизия Rai през 1952 г. и прекратява професионалната си музикална дейност, за да се посвети на журналистиката.
Въпреки че не продължава кариерата си като музикант, Пиеро Анджела остава любител на джаза, често свирейки заедно с професионални джаз музиканти; когато програма, която води, засяга теми, свързани по някакъв начин с музиката, например акустични явления, той се възползва от възможността да свири на пиано.

### Журналист
Първото назначение в държавната радио и телевизионна агенция е това на репортер през 1951 г. като сътрудник на радионовините. През 1954 г., с появата на телевизията, Пиеро се премества в телевизионните новини, за които е кореспондент, първо от Париж, а след това от Брюксел, от 1955 до 1968 г. Заедно с Андреа Барбато през 1968 г. е водещ на първото издание на новините на националната телевизия от 13:30 часа, а през 1976 г. е първият водещ на новините по Rai 2.
Няколко пъти работи като военен кореспондент. През 1967 г. пътува до Ирак по време на Шестдневната война, където е арестуван заедно с други журналисти и по-късно e освободен същия ден. През 1968 г. е във Виетнам, където интервюира американски войници и фермери.
Повлиян от документалната лекция на Роберто Роселини, през 1968 г. той прави поредица от документални филми, озаглавени Бъдещето в Космоса, по темата за Програма „Аполо“. По време на снимките в САЩ той също прави множество предавания на живо за Rai по случай изстрелването на ракетата Сатурн V, която води първите астронавти на Луната. След това започва дълга научно-популярна дейност, която през следващите години го кара да създаде множество информационни предавания, включително Destinazione Uomo (10 епизода), Da zero a tre anni (3 епизода), Dove va il mondo?(5 епизода), Nel buio degli anni luce(8 епизода),  Indagine sulla parapsicologia(5 епизода), Nel cosmo alla ricerca della vita(5 епизода).
По време на кариерата си в Rai Пиеро става близък приятел на водещия Енцо Тортора.
През февруари 2006 г., в навечерието на общите избори в Италия, в. „Кориере дела Сера“ пита читателите в анкета на своя уебсайт коя журналистическа личност биха предпочели да води предстоящия телевизионен дебат между двамата лидери на големите коалиции, Романо Проди и Силвио Берлускони. Избирателите ясно дават предпочитание на Пиеро Анджела, който изпреварва голяма група политически журналисти. В интервю за вестника той казва, че смята резултата за израз на доверие към работата си, но че не се чувства подходящ за подобна задача.

### Научнопопулярна дейност
От началото на 70-те г. Пиеро Анджела се посвещава и на създаването на научнопопулярни телевизионни програми. Първата от тях е Destinazione uomo (1971) – една от първите телевизионни програми от този вид, насочена към широката публика. Известният в Италия научнопопулярен сериал Quark започва през 1981 г.:
| „                                                        | Заглавието „Кварк“ е малко любопитно и го заимствахме от физиката, където се провеждат много изследвания върху определени хипотетични субядрени частици, наречени точно „кварк“, което би било най-малкият градивни елементи на материя, известни досега. Така че това е малко като навлизане в нещата. | “ |
| Пиеро Анджела в представянето на програмата през 1981 г. | |   |

Формулата на Quark е особено новаторска по онова време: всички налични технологични средства и ресурси на телевизионната комуникация са включени, за да направят засегнатите теми познати, като документалните филми на Би Би Си и Дейвид Атънбъро, анимациите на Бруно Боцето, използвани за обяснение на най-трудните концепции, интервютата с експерти, представени на възможно най-ясен език, съвместим със сложността на темите, обяснения в студио. От основната програма се раждат няколко спинофи, някои от които съществуват и до днес: документални филми за природата (Quark specialе и Il mondo di Quark), финансови (Quark Economia) и политически (Quark Europa).
Неговият проект Pillole di Quark датира от 1984 г. Става въпрос за 30-секунден клип на технически, научни, образователни, социални и медицински теми, излъчван в променливо време по Rai 1 . През същата година журналистът създава първото токшоу за развлекателни цели, смесено с научно разпространение: шест вечери в праймтайма на живо с публиката от Стадиона „Форо Италико“ в Рим, с личности от света на културата, науката, развлеченията и спорта на сцената, за да взаимодействат с публика.
През 1986 и 1987 г. той води от Спортната палата Sport в Торино, пред 8000 зрители, прайтайм вечери по Rai 1 за проблемите на климата: атмосфера и океани, които са последвани от три телевизионни сериала, които се занимават с новите технологии за графично представяне чрез компютъра: пътуването в човешкото тяло (Чудната машина, в 8 епизода), в Праисторията (Планетата на динозаврите, в 4 епизода) и в Космоса (Пътуване в Космоса, в 7 епизода). Тези серии, създадени в сътрудничество с неговия син Алберто, са преведени на английски и продадени в над 40 европейски, американски и азиатски страни, включително арабските страни и Китай.
Също така от 1988 г. е Quark italiani – поредица от документални филми за природата, околната среда, изследването, животинския свят, продуцирани и направени от италиански автори, включително самия Алберто Анджела, който прави някои документални филми в Африка.
В своята автобиография той описва обстоятелствата, довели до Superquark, когато, за да се противопостави на конкуренцията с частната Медиасет, е необходимо да има силна програма в най-гледаното време, която да достигне до късните вечерни новини.
Всъщност Superquark е роден през 1995 г., по време на която на 4 юни 1999 г. са отбелязани 2000 епизода на Progetto Quark и свързаните с него филиали. През същата година са произведени и Speciali di Superquark – монотематични вечери по теми от голям социален, психологически и научен интерес, както и сътрудничеството в телевизионната програма Доменика Ин, в която той играе ролята на домакин на пространство, посветено на културата. През 19967 се ражда Quark atlas - Immagini dal pianeta.
Започвайки от 2000 г., Пиеро Анджела, заедно със сина си Алберто, е автор на Ulisse – монографична програма от епизоди за исторически и научни открития.
Успоредно с научнопопулярната дейност по телевизията Пиеро Анджела извършва и редакционна дейност, винаги с информативно съдържание. Дълго време той редактира рубриката „Наука и общество“ в седмичника „TV Соризи е канцони“ и на месечника Quark, основан през 2001 г. и закрит през 2006 г. поради липса на средства. Месечникът, вдъхновен от едноименното телевизионно предаване, разглежда научни теми по достъпен за публиката начин. Пиеро Анджела също е автор над тридесет книги, много от които са преведени на английски, немски и испански, с общ тираж над 3 млн. копия.

#### Стил и роля на популяризиране
През 70-те г. Пиеро Анджела заявява, че следва неформален стил, далеч от сериозните стандарти на времето, доближавайки се до езика на публиката, като привлича вниманието с примери, хумористични шеги и трикове. Той вярва, че най-голямата трудност при популяризирането на науката е обяснението на сложни концепции по прост начин, като същевременно се запази целостта на посланието.
Той заявява, че научното популяризиране е съществено условие за участие в демократичния живот, за което се предполагат знания и информираност.

#### CICAP
През 1989 г. е един от основателите на CICAP – Асоциация за контрол на псевдонауките, създадена за насърчаване на научното образование и критичен дух, както и за разследване на действителното съществуване на предполагаеми паранормални явления. Лозунгът на асоциацията „Винаги трябва да имаш отворен ум, но не толкова отворен, че мозъкът ти да падне на земята“, става фраза, често приписвана на Пиеро Анджела, въпреки че всъщност е фигура на речта, която вече е била приписана на други известни личности.
Действителен член на асоциацията, през май 2016 г. той е назначен за неин почетен президент.

#### Съд за клевета
През 2000 г. е съден за клевета от две хомеопатични асоциации (FIAMO и SIMO в гражданско и наказателно дело) след излъчването на Superquark на 11 юли 2000 г., в което хомеопатията е обвинена, че няма научна основа. Пиеро Анджела е оправдан и в двата случая и съдията признава ненаучния характер на дисциплината.

### Смърт
93-годишният Пиеро Анджела умира в римския си дом на 13 август 2022 г. след дълго боледуване. Първи за това в социалните мрежи съобщава неговият син Алберто. По това време върви 29-ият сезон на SuperQuark, последните епизоди от който са записани, докато известният журналист е вече болен: вечерта на този ден е излъчен един от тези неизлъчвани епизоди, предшествано от съобщението, което журналистът е продиктувал ден преди смъртта си: „Скъпи приятели, съжалявам, че вече не съм с вас след 70 години заедно. Но дори природата има своите ритми“. В съобщението журналистът описва професионалния си опит като „необикновено приключение, изживяно интензивно“, за което благодари на науката, метод, който позволява „рационален, но в същото време човешки“ подход към проблемите и „голямата група автори, сътрудници, техници и учени“, с които е сътрудничил във времето. Той добавя: „Скъпи всички, мисля, че приключих с моята роля. Опитайте се да изиграете и вие вашата за тази наша трудна държава“.

Сутринта на 16 август се извършва поклонение в залата на Протомотека на Капитолия, където погребението е отслужено на същия ден с мирски ритуал. Накрая тялото е отнесено до гробището Фламинио за кремация.

### Други дейности
Пиеро Анджела написва историята и участва в сценария на филм за заплахата от атомна война: Il giorno prima („Предния ден“, 1987), режисиран от Джулиано Монталдо.
През 2009 г. обявява, че е открил, с помощта на RIS на Парма, нов автопортрет на Леонардо да Винчи представен в книгата Codice del volo degli uccelli.
Той развива своето шахматно хоби, въпреки че не участва в турнири. Той е сред почетните гости на Шахматната олимпиада през 2006 г., проведена в родния му град.
Той вдъхновява героя Пиеро Папера, водещ на шоуто SuperQuack, което се появява през 2002 г. в седмичника Topolino („Мики Маус“).

## Телевизионни програми
- Telegiornale (Национална програма, 1954-1976; Втора програма, 1961-1976)
- Il futuro nello spazio (Национална програма, 1968)
- Destinazione uomo (Национална програма, 1971)
- Da zero a tre anni (Национална програма, 1971)
- Dove va il mondo? (Национална програма, 1971)
- Nel buio degli anni luce (Национална програма, 1971)
- TG2 (Rete 2, 1976-1981)
- Indagine sulla parapsicologia (Rete 1, 1978)
- Nel cosmo alla ricerca della vita (Rete 1, 1980)
- Quark (Rete 1, 1981-1982; Rai 1, 1983-1989)
- Quark speciale (Rete 1, 1981-1983; Rai 1, 1985-1999)
- Il mondo di Quark (Rai 1, 1984-1999)
- Antologia di Quark (Rai 1, 1985)
- Quark economia (Rai 1, 1986)
- Pillole di Quark (Rai 1, 1988)
- Serata Marte (Rai 1, 1988)
- Atmosfera così sottile così fragile (Rai 1, 1989)
- La macchina meravigliosa (Rai 1, 1990)
- Serata Oceano (Rai 1, 1991)
- Quark Europa (Rai 1, 1992)
- Quark enciclopedia (Rai 1, 1993)
- Il pianeta dei dinosauri (Rai 1, 1993)
- L'uomo che venne dalla Preistoria (Rai 1, 1993)
- Serata Quark (Rai 1, 1994)
- Superquark (Rai 1, 1995-2022)
- Speciale Superquark (Rai 1, 1997-2015)
- Viaggio nel cosmo (Rai 1, 1998)
- Domenica in (Rai 1, 1999-2000)
- Ulisse - Il piacere della scoperta (Rai 3, 2000-2018) автор
- Superquark musica (Rai 1, 2018)
- Superquark natura (Rai 1, 2018-2022)
- Speciale Ulisse: Quella notte sulla Luna (Rai 1, 2019)
- Superquark+ (RaiPlay, 2019-2022)
- Prepararsi al futuro (Rai Premium, 2020; Rai 3, 2022)
- Speciale Ulisse: Un pianeta meraviglioso - Il futuro da salvare (Rai 1, 2021)
- E il mare come sta? (RaiPlay, 2021)

## Радиопрограми
- Telescopio (Secondo Programma, 1954)

## Филмография
- I luoghi della speranza, regia di Enzo Dino - документален филм (2021)

## Видеография

### Видеокасети
- Videoenciclopedia dei ragazzi (1991)
- Videoenciclopedia della natura (1991)
- Viaggio nel mondo degli animali (1992)
- Animali in primo piano (1994)
- L'universo - Grande enciclopedia dell'astronomia (1997)

### Поредици на DVD
- La grande Storia dell'Uomo, 27 DVD, RaiTrade-RCS (2008)
- Viaggio nella Scienza, 30 DVD, Rai Trade-RCS (2009)
- Capolavori delle grandi civiltà, 30 DVD, Rai Trade-RCS (2010-2011)
- Antico Egitto-Antica Roma, 30 DVD, Rai Eri-RCS (2012)
- Il Cosmo. Alla scoperta dell'universo, 30 DVD, Rai Eri-RCS (2013-2014)

## Книги
- L'uomo e la marionetta. Il comportamento quotidiano visto attraverso i condizionamenti biologici (1972)
- Da zero a tre anni. La nascita della mente (1973)
- La vasca di Archimede (1975)
- Nel buio degli anni luce (1977)
- Viaggio nel mondo del paranormale. Indagine sulla parapsicologia (1978 и 2000)
- Intervista sulla materia dal nucleo alle galassie, intervista a Edoardo Amaldi (1980)
- Nel cosmo alla ricerca della vita (1980)
- Viaggi nella scienza. Il mondo di Quark (1982)
- La macchina per pensare. Alla scoperta del cervello (1983)
- Alfa & Beta. Dalle stelle all'intelligenza. Mille risposte sulla scienza in un dialogo a briglia sciolta (1984)
- Quark economia. Per capire un mondo che cambia (1986)
- Viaggio nel corpo umano (1986), с Пиетро Мота
- La straordinaria storia dell'uomo. Indizio per indizio un'investigazione sulle nostre origini (1989), с Алберто Анджела
- Atmosfera. Istruzioni per l'uso (1990), с Лоренцо Пина
- Oceano. Gigante addormentato (1991), с Лоренцо Пина
- La straordinaria storia della vita sulla Terra. Diario di un viaggio lungo quattro miliardi di anni (1992), с Алберто Анджела
- Edoardo Amaldi. Scienziato e cittadino d'Europa (1992), с Карло Рубия
- Il pianeta dei dinosauri. Quando i grandi rettili dominavano il mondo (1993), с Алберто Анджела
- I misteri del sonno. Nuove scoperte sul versante notturno della nostra vita (1994)
- Dentro il Mediterraneo (1995), с Алберто Анджела
- Dialoghi di fine secolo. Ragionamenti sulla scienza e dintorni (1996), с Джулиано Торалдо ди Франча
- La straordinaria avventura di una vita che nasce. Nove mesi nel ventre materno (1996), с Алберто Анджела
- Squali (1997), с Алберто Анджела и Алберто Лука Реки
- Viaggio nel Cosmo. Alla scoperta dei misteri dell'Universo (1997), с Алберто Анджела
- Viaggio nella scienza (1997)
- Viaggio nel mondo degli animali (1998)
- Raccontare la scienza (1998)
- Da zero a tre anni. La nascita della mente (2000)
- Il paesaggio che verrà (2000), с Алберто Анджела и Джузепе Педериали
- Premi & punizioni. Alla ricerca della felicità (2000)
- Alfa & Beta. Dalle stelle all'intelligenza. Mille risposte sulla scienza in un dialogo a briglia sciolta (2001)
- Mostri marini (2001), с Алберто Анджела и Алберто Лука Реки
- Videoenciclopedia dei ragazzi (2004)
- Ti amerò per sempre. La scienza dell'amore (2005)
- La sfida del secolo. Energia. 200 domande sul futuro dei nostri figli (2006), с Лоренцо Пина
- Perché dobbiamo fare più figli. Le impensabili conseguenze del crollo delle nascite (2008), с Лоренцо Пина
- A cosa serve la politica? (2011)
- Dietro le quinte della Storia. La vita quotidiana attraverso il tempo (2012), с Алесандро Барберо
- Viaggio dentro la mente. Conoscere il cervello per tenerlo in forma (2014)
- Tredici miliardi di anni. Il romanzo dell'Universo e della Vita (2015)
- Il mio lungo viaggio. 90 anni di storie vissute (2017)
- Dieci cose che ho imparato (2022)

## Награди и признания
- Пиеро Анджела е удостоена с множество почетни дипломи:[46][47]
  - 26 януари 1988: Почетна диплома по естествени науки от Университета в Камерино
  - 15 февруари 1992: Почетна диплома по биология от Университета във Ферара
  - 24 януари 1998: Златен медал на Ордена на Минерва от Университета „Габриеле д'Анунцио“ в Киети
  - 30 юни 2001: Почетна диплома по биологични науки от Университета в Палермо
  - 23 юни 2003: Почетна диплома по физика от Торинския университет
  - 18 ноември 2004: Почетна диплома по Ветеринарна медицина от Университета в Бари
  - 2010: Почетна диплома от Американския университет в Рим
  - 5 април 2016: Почетна диплома Науки и технология на материалите от Римски университет „Тор Вергата“
  - 2016: Почетна диплома по пиано от Международна пиано академия, Имола
  - 24 ноември 2017: Почетна диплома по Приложна биология и експериментална медицина от Месинския университет
  - 15 юни 2019: Почетна диплома Комуникационни науки и техники от Сиенския университет
- 1993: Награда „Калинга“ за научно разпространение, приписана му от ЮНЕСКО
- 30 май 2001: Комендатор на Ордена за заслуги към Италианската република
- 2 април 2002: Златен медал за заслужилите за култура и изкуство на Италианската република[46]
- 26 май 2004: Велик офицер на Ордена за заслуги на Италианската република
- 2007: Почетен гражданин на Бонянко
- 3 октомври 2010: Специална награда на журито на литературната награда „Джузепе Деси“
- 23 февруари 2016: Падуа – град, свързан с Галилео Галилей, му дава с почетно гражданство[48] за неговия „принос за високи постижения, дадени за научната популяризация“.
- 23 октомври 2017: Торино – неговият роден град му дава почетно гражданство за това, че е „живо потвърждение на научната традиция на града“ и за това, че е допринесъл с професионалната си кариера за повишаване на „културата и знанията на италианците и чрез телевизията“.[49]
- 2018: Награда на Торино за 2017 г., присъдена от Търговската камара на Торино, „за това, че представя торинския стил на ангажираност и страст към работата“.[50]
- 14 юли 2018: Почетен гражданин на Монтелупо Фиорентино
- 28 септември 2018: Почетен гражданин на Фраскати
- 15 април 2019: Почетен гражданин на Верчели
- 3 май 2022: Почетен гражданин на Неми
- 26 април 2021: Кавалер на Големия кръст на Ордена за заслуги към Италианската република
- 22 декември 2022: 10-метров стенопис, изобразяващ Пиеро Анджела в хиперреалистичен стил, е тържествено открит в Никелино (TO), върху двуетажна сграда на ул. „Торино“ 103 B, дело на Давиде Андреаца и Карим Шериф.[51]
- 18 март 2023: съвпадайки с първия епизод на Quark (18 март 1981 г.), на Пиеро Анджела е кръстено първото училище в Италия – Istituto Comprensivo в Чивитела Сан Паоло. Институтът включва 6 общини със сродни училищни комплекси.
- 2023: продуцентският център Rai в Торино е кръстен на него
- Получава седем от престижните награди Телегато, включително една за кариера на 22 януари 2008 г.
- Астероидът 7197 Pieroangela е кръстен на него от астрономите Андреа Боатини и Маура Томбели, които го откриват.
- Видът Babylonia pieroangelai – коремоноги мекотели от Китайско море, е кръстен на него.[52]